# Festival de Eurovisión de Jóvenes Músicos 1996
La VIII edición del Festival de Eurovisión de Jóvenes Músicos se celebró en el Centro Cultural do Belem de Lisboa (Portugal) el 12 de junio de 1996.
De 22 países interesados en participar, entre ellos Portugal (país anfitrión), solo 8 consiguieron ser seleccionados por el grupo de expertos para participar en la final televisada. Por eso Portugal no participó a pesar de ser la sede de esta edición.
Los 8 participantes estuvieron acompañados por la Portuguese National Symphony Orchestra bajo la dirección de Luis Izquierdo.
Julia Fischer, la representante de Alemania se convirtió en la ganadora de esta edición tocando el violín.

## Ronda preliminar
| - Bélgica - Chipre - Eslovenia - España - Finlandia |  | - Grecia - Irlanda - Portugal - Reino Unido |  |

## Participantes y Clasificación
| Posición | País y TV        | Representante     | Instrumento |
| -------- | ---------------- | ----------------- | ----------- |
| 1        | Alemania ZDF     | Julia Fischer     | Violín      |
| 2        | Austria ORF      | Lidia Baich       | Violín      |
| 3        | Estonia ETV      | Hanna Heinmaa     | Piano       |
| -        | Francia France 3 | Fanny Clamagirand | Violín      |
| -        | Letonia LTV      | Baiba Skride      | Violín      |
| -        | Noruega NRK      | Gunilla Süssmann  | Piano       |
| -        | Polonia TVP      | Maria Nowak       | Violín      |
| -        | Suiza SSR / TSR  | Antoine Rebstein  | Piano       |

### Artistas que regresan
- David Cohen: Representó a Bélgica en la edición anterior.

- Manolis Neophytou: Representó a Chipre en 1992 y en la edición anterior.

## Predecesor y sucesor
| Predecesor: Varsovia 1994 | Festival de Eurovisión de Jóvenes Músicos Lisboa 1996 | Sucesor: Viena 1998 |